# Tung-Hua Lin
Tung-Hua Lin (26 de maio de 1911 – 18 de junho de 2007) foi um engenheiro estadunidense nascido na China.
Foi engenheiro estrutural e aeroespacial, conhecido por ser o primeiro chinês a projetar um avião, durante a Segunda Guerra Mundial.

## Publicações
- Lin, T.H. (1968). Theory of Inelastic Structures. [S.l.]: Wiley. ISBN 0471535400